# Adnan al-Janabi
Adnan Abd al-Munim al-Janabi ( عدنان عبد المنعم الجنابي) est un économiste et un homme politique irakien. Diplômé en économie à Londres et en technologie du pétrole à l'Université de Loughborough il a contribué à l'industrie du pétrole en Irak dans les années 1970 et 1980, sous contrôle gouvernemental. En 1996 il était élu à l'Assemblée nationale.
Après que le gouvernement de Saddam Hussein a été renversé, al-Janabi a été secrétaire d'État sans portefeuille dans le gouvernement intérimaire. Il était aussi le directeur de campagne de la Liste irakienne de Iyad Allaoui pour les élections de janvier 2005. Il a démissionné en janvier 2005 en protestation parce qu'il avait, dit-il, été menotté par des militaires américains à un contrôle routier.
Élu en janvier 2005 à l'Assemblée nationale, il devient membre du comité de rédaction de la constitution mis en place par le gouvernement de transition en mai 2005.
Il n'est plus député.
Son fils Salam al-Janabi, mieux connu comme Salam Pax, avait mis en place un blog en anglais "Where is Raed?" qui a défrayé la chronique à l'époque de l'invasion de l'Irak en 2003.